# Pseudohaplophragmoides
Pseudohaplophragmoides es un género de foraminífero bentónico considerado un sinónimo posterior de Haplophragmoides de la familia Haplophragmoididae, de la superfamilia Lituoloidea, del suborden Lituolina y del orden Lituolida. Su especie tipo era Haplophragmoides ultimus. Su rango cronoestratigráfico abarcaba el Holoceno.

## Discusión
Clasificaciones previas incluían Pseudohaplophragmoides en el suborden Textulariina del orden Textulariida, o en el orden Lituolida sin diferenciar el suborden Lituolina.

## Clasificación
Pseudohaplophragmoides incluía a la siguiente especie:
- Pseudohaplophragmoides ultimus, aceptado como ‘‘Haplophragmoides ultimus’’